# Огнев, Арефий Иванович
Арефий Иванович Огнев (17 февраля 1923, Кузьминка, Нижегородская губерния — 13 августа 2012, Нижний Новгород) — советский хозяйственный, государственный и политический деятель, кузнец Горьковского автомобильного завода Министерства автомобильной промышленности СССР. Герой Социалистического Труда (1971).

## Биография
Родился в 1923 году в деревне Кузьминка. Член КПСС.
Участник Великой Отечественной войны, командир минометного расчета 292-го Волжского стрелкового полка 181-й Сталинградской ордена Ленина Краснознаменной стрелковой дивизии. С 1950 года — на хозяйственной, общественной и политической работе. В 1950—1983 гг. — подручный кузнеца, активный рационализатор и участник соцсоревнования, кузнец, слесарь-ремонтник кузнечно-рессорного производства Горьковского автомобильного завода Министерства автомобильной промышленности СССР.
В 1970 году досрочно выполнил личные социалистические обязательства и производственные задания Восьмой пятилетки (1966—1970). Указом Президиума Верховного Совета СССР от 5 апреля 1971 года «за выдающиеся успехи в выполнении заданий пятилетнего плана по развитию автомобильной промышленности» удостоен звания Героя Социалистического Труда с вручением ордена Ленина и золотой медали «Серп и Молот».
Делегат XXIV съезда КПСС.
Умер в Нижнем Новгороде в 2012 году. Похоронен на Старо-автозаводском кладбище.